# Charles-Antoine de la Roche-Aymon
Charles-Antoine de la Roche-Aymon (Mainsat, 17 febbraio 1697 – Parigi, 27 ottobre 1777) è stato un cardinale e arcivescovo cattolico francese.
Fu nominato cardinale della Chiesa cattolica da papa Clemente XIV.

## Biografia
Charles-Antoine de la Roche-Aymon nacque al castello di Mainsat presso Limoges il 17 febbraio 1697 da Renaud Nicolas, conte di La Roche-Aymon, e Geneviève de Baudri de Piancourt. Provenendo da una nobile famiglia, la sua prima istruzione in materia umanistiche gli pervenne da tutori privati. Successivamente frequentò la Facoltà Teologica di Parigi ove ottenne il dottorato in teologia nell'aprile del 1724.
Ordinato sacerdote, divenne canonico del capitolo della cattedrale di Mâcon, divenne vicario generale di Limoges nel 1724.
Eletto vescovo titolare di Sarepta, divenne nel contempo vescovo ausiliare della diocesi di Limoges dall'11 giugno 1725. Consacrato vescovo il 5 agosto 1724 nella cattedrale di Meaux per opera del cardinale Henri-Pons de Thiard de Bissy, vescovo di Meaux, assistito da Jean Le Normand, vescovo di Évreux, e da Scipion-Jérôme Bégon, vescovo di Toul. Trasferito alla sede di Tarbes dal 2 ottobre 1730, venne nominato successivamente alla sede metropolitana di Toulouse dal re di Francia il 10 gennaio 1740. Promosso alla sede di Toulouse l'11 novembre 1740, gli venne garantito il pallio arcivescovile quello stesso giorno. Membro dell'Assemblea del Clero dal 1740, ne fu vicepresidente nel periodo 1748-1760, e poi presidente nel periodo 1760-1775. Nominato alla sede metropolitana di Narbona dal re di Francia il 2 ottobre 1752, venne trasferito ufficialmente alla sede il 18 dicembre 1752. Grande elemosiniere del Re di Francia dal 1760 al 1777, venne nominato dal re di Francia alla sede metropolitana di Reims il 5 dicembre 1762. Trasferito alla sede metropolitana di Reims il 24 gennaio 1763. Creato pari di Francia, divenne legato presso la Santa Sede. Commendatore dell'Ordine dello Spirito Santo, divenne abate commendatario dell'abbazia benedettina dell'Abbazia di Trinité de Fecamp e nel contempo abate commendatario di Saint-Germain-des-Prés dal 1771.
Papa Clemente XIV lo elevò al rango di cardinale nel concistoro del 16 dicembre 1771 con breve apostolico in quanto egli non si recò mai personalmente a Roma a ricevere la berretta e come tale non ricevette mai il titolo cardinalizio. Non prese parte nemmeno al conclave del 1774-1775 dal quale uscì eletto Pio VI. In quell'anno divenne anche decano dei vescovi francesi.
Morì a Parigi il 27 ottobre 1777 all'età di 80 anni. Nelle due settimane precedenti la sua morte aveva accusato forti dolori ed era rimasto a letto malato. Venne sepolto poi con una cerimonia solenne nella chiesa dell'abbazia di Saint-Germain-des-Prés dopo che il suo corpo venne fatto sfilare per le vie del quartiere.

## Genealogia episcopale e successione apostolica
La genealogia episcopale è:
- Cardinale Guillaume d'Estouteville, O.S.B.Clun.
- Papa Sisto IV
- Papa Giulio II
- Cardinale Raffaele Sansone Riario
- Papa Leone X
- Papa Paolo III
- Cardinale Francesco Pisani
- Cardinale Alfonso Gesualdo di Conza
- Papa Clemente VIII
- Cardinale Pietro Aldobrandini
- Cardinale Laudivio Zacchia
- Cardinale Antonio Barberini, O.F.M.Cap.
- Cardinale Nicolò Guidi di Bagno
- Arcivescovo François de Harlay de Champvallon
- Arcivescovo Hardouin Fortin de la Hoguette
- Cardinale Henri-Pons de Thiard de Bissy
- Cardinale Charles-Antoine de la Roche-Aymon

La successione apostolica è:
- Vescovo Antoine de Lastic (1740)
- Vescovo Jean-Louis du Buisson de Beauteville (1756)
- Vescovo Jean de Cairol de Madaillan (1761)
- Vescovo Anne-François-Victor Le Tonnelier de Breteuil (1763)
- Vescovo François de Narbonne-Lara (1764)
- Vescovo Germain Chasteigner de la Chasteigneraye (1764)
- Arcivescovo Antoine-Eléonore-Léon Le Clerc de Juigné (1764)
- Arcivescovo Raymond de Durfort (1764)
- Vescovo Charles de Broglie (1766)
- Cardinale Alexandre-Angélique de Talleyrand-Périgord (1766)
- Vescovo Antoine-Joseph des Laurents (1767)
- Arcivescovo Jérôme-Marie Champion de Cicé (1770)
- Vescovo Jean-Joseph-Marie de Guernes (1770)
- Vescovo Aimard-Claude de Nicolay (1771)
- Vescovo Léon-François-Ferdinand de Salignac de La Mothe-Fénelon (1771)
- Vescovo François de Clugny (1772)